# Dürrenroth
Dürrenroth es una comuna suiza del cantón de Berna, situada en el distrito administrativo del Emmental. Limita al norte con las comunas de Walterswil y Rohrbachgraben, al este con Huttwil y Wyssachen, al sur con Sumiswald, y al oeste con Affoltern im Emmental.
Hasta el 31 de diciembre de 2009 situada en el distrito de Trachselwald.